# Четверная дуэль
Четверна́я дуэ́ль (фр. une partie carrée) — поединок, в котором после противников стрелялись их секунданты. Наибольшую известность в России получила четверная дуэль из-за балерины Авдотьи Истоминой 24 ноября 1817 года на Волковом поле в Санкт-Петербурге. Противники: А. П. Завадовский — В. В. Шереметев; секунданты: А. С. Грибоедов — А. И. Якубович.

## Четверная дуэль 1817 года
Истомина два года была содержанкой кавалергардского штабс-ротмистра Василия Шереметева и проживала в его квартире. Случилась ссора, и Истомина съехала к своей подруге. 17 ноября губернский секретарь Коллегии иностранных дел и начинающий литератор Александр Грибоедов, друживший с Шереметевым, позвал балерину на чай к другому своему приятелю, камер-юнкеру графу А. П. Завадовскому, с которым делил квартиру в столице. Ходили слухи, что Истомина танцевала для некоторых мужчин полностью обнажённой, причём дальнейшая судьба этих мужчин складывалась трагически. По одной из версий, Грибоедов и Завадовский сразу стали уговаривать балерину станцевать обнажённой перед ними, она предупредила их о «заклятии», но они продолжали настаивать, и она согласилась. Достоверно известно, что Истомина пробыла в квартире Завадовского двое суток, что впоследствии побудило узнавшего об этом Шереметева считать себя оскорблённым.
Шереметев был в отъезде, но когда вернулся, то, подстрекаемый А. И. Якубовичем, вызвал Завадовского на дуэль. Якубович и Грибоедов также обещали драться. Были приняты самые жёсткие условия — стреляться с шести шагов.
Первым стрелял Шереметев, не дойдя до барьера. Пуля пролетела так близко от тела Завадовского, что оторвала воротничок его сюртука. Потрясённый близостью смерти, Завадовский разъярился, призвал противника подойти к своему 
барьеру по условию дуэли и выстрелил с шести шагов ему в живот. Шереметев несколько раз подпрыгнул на месте, потом упал и стал кататься по снегу. Присутствовавший на дуэли Каверин подошёл к раненому и сказал ему: «Что, Вася, репка?» («орденом» в форме репы награждали в кадетских корпусах того, кто первым падал с лошади на учениях). Якубович,  меткий стрелок, активный дуэлянт и большой специалист по дуэлям, вытащив пулю, протянул её Грибоедову со словами: «Это — для тебя». Из-за трагического исхода схватки первой пары вторая дуэль была отложена. Спустя сутки Шереметев умер.
Вторая дуэль состоялась лишь осенью 1818 года. Якубович был переведён в Тифлис по службе, там же оказался проездом и Грибоедов, направлявшийся с дипломатической миссией в Персию.
Грибоедов понимал, что вольно или невольно, но именно он спровоцировал предыдущий трагический поединок, закончившийся смертью его бывшего друга Шереметева, и теперь боялся ещё одной смерти. Поэтому Грибоедов пытался вразумить Якубовича, но поскольку тот был решительно настроен на дуэль, Грибоедову пришлось идти до конца.
Изначально дуэлянты планировали стреляться прямо в квартире Якубовича, но секундант Якубовича Н. Н. Муравьёв-Карсский предложил более удобное  место — овраг у Татарской могилы за селением Куки. Секундантом Грибоедова был его сослуживец, дипломат А. К. Амбургер. Назначили барьеры. Противники продвинулись навстречу друг другу и около минуты выжидали. Наконец, Якубович выстрелил. Пуля пробила Грибоедову мизинец левой руки (по этому ранению впоследствии удалось опознать обезображенный труп Грибоедова, убитого религиозными фанатиками во время разгрома русского посольства в Тегеране). Грибоедов приподнял окровавленную руку и навёл пистолет на Якубовича. Муравьёв, секундант Якубовича, настроенный им против Грибоедова, пишет, что Якубович не хотел убивать, и Грибоедов, заметив это, выстрелил в ответ, тоже не придвинувшись к барьеру (то есть к противнику), хотя имел на это право по условиям дуэли.
По одной из версий, «четверная дуэль» стала поворотным событием в судьбе Грибоедова, отразившимся на общей системе жизненных (гражданских, духовных) ориентиров классика и на всех сторонах его творческого (лирического, эпического, драматургического) наследия.